# アリシェル・ナヴォイ駅
アリシェル・ナヴォイ駅（ウズベク語: Alisher Navoiy bekati）は、ウズベキスタンのタシュケントシャイハンターフル地区にある、タシュケント地下鉄ウズベキスタン線の駅。

## 沿革
1984年12月8日に当駅-タシュケント間の開通時に駅開業。開業と同時にチランザール線のパフタコール駅と接続。開業当初は終点であったが、1989年11月6日にチョルスー駅まで延伸され途中駅となる。

## 駅構造
島式ホーム1面2線を有する地下駅。プラットホームはシャローコラム構造であり、ホームの壁にはティムール朝詩人のアリシェル・ナヴォイの作品「ハムサ」に基づいたレリーフが飾られている。これはウズベク人画家のチンギス・アフマノフが手がけた。
ホームから出口への階段はホーム両端にあり、改札口も別個に設置されている。改札口は入口・出口で分けられており、入口側はセキュリティチェックがある。チランザール線のパフタコール駅への乗り換えは南端（ウズベキスタン方）にある上り階段を経由し、改札口を出ずに連絡通路を通る。

## 駅周辺

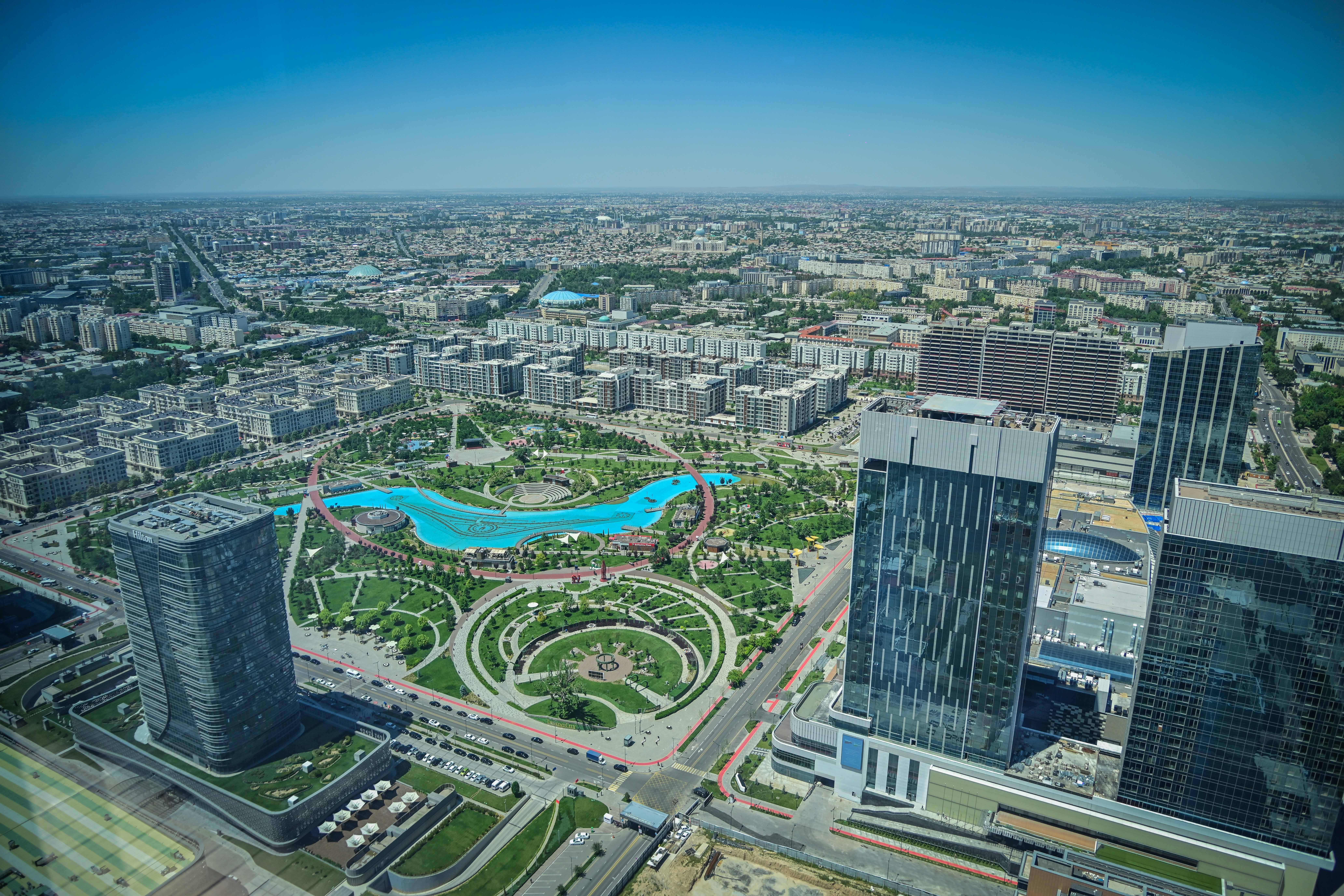
駅周辺にあるタシュケント・シティ

- アリシェル・ナヴォイ大通り（ウズベク語版）
- ナヴォイ劇場
- タシケント建築土木大学（英語版、ウズベク語版）
- ウズベキスタン青年同盟（ウズベク語版）
- ウズベキスタン共和国保健省（英語版、ウズベク語版）
- ウズベキスタン国際イスラム大学（ウズベク語版）
- 州財産委員会
- 建設省
- 州税務委員会
- ウズメヴァサブザヴォトゥルグ産業（ウズベク語版）
- ウズベキスタン報道情報庁（ウズベク語版）
- タシケント化学工科大学（ウズベク語版）
- タシュケント・シティ（英語版、ウズベク語版）
- タシュケント・シティ・モール（ウズベク語版）
- パフタコール・マルカジイ・スタジアム

## 隣の駅
タシュケント地下鉄
 ウズベキスタン線
ガフール・グラム駅 - アリシェル・ナヴォイ駅 - ウズベキスタン駅